# Techno Park Tower
Techno Park Tower là một toà nhà cao tầng chọc trời tại thành phố Hà Nội. Toà nhà đã hoàn thành xong vào tháng 4 năm 2021 và có địa chỉ tại xã Đa Tốn, huyện Gia Lâm. Công trình này thuộc tổ hợp của Vinhomes Ocean Park, thuộc tập đoàn Vingroup. Tính tại thời điểm hoàn thành, Techno Park hiện có chiều cao đứng thứ nhất trong huyện Gia Lâm, là toà nhà cao nhất trong tất cả các huyện và thị xã của Việt Nam, đồng thời nắm giữ vị trí cao thứ 3 của Hà Nội và cao thứ 5 của Việt Nam.